# Eadem mutata resurgo
La locuzione latina Eadem Mutata Resurgo, tradotta letteralmente, significa “Uguale o Diversa, Risorgo”.
Questa frase è stata coniata da Jakob Bernoulli (1654-1705), membro di una famosa famiglia di matematici svizzeri, che la volle incisa anche sulla sua tomba a Basilea, in relazione ai suoi studi sulla spirale logaritmica; per suo volere, questa avrebbe dovuto essere accompagnata da una spirale dello stesso tipo, ma lo scultore ne scalpellò una archimedea. Tale curva è presente in molte manifestazioni della natura: esempi sono la conchiglia di Nautilus, la disposizione dei semi di girasole.